# Députés de l'arrondissement de Thuin
L’arrondissement de Thuin pour la chambre des représentants a été instauré en 1831 et est resté d’application jusqu’à la réforme des circonscriptions électorales votée en 1993.
Cet arrondissement a été utilisé pour l’élection de 3 députés au Parlement de Wallonie de 1995 à 2014.

## 1894-1995
La date reprise pour le début du mandat est celle de la prestation de serment et non pas celle de l’élection.
| Nom                     |  | Parti            | durée du mandat                                                 |
| Armand Anspach-Puissant |  | Parti libéral    | 11 novembre 1886 - 5 avril 1895                                 |
| Charles Bailly          |  | Parti catholique | 28 mai 1895 - 22 mai 1898                                       |
| Roger Baize             |  | PSB              | 7 juillet 1959 - 25 novembre 1959                               |
| Eugène Berloz           |  | POB              | 22 janvier 1895 - 27 novembre 1932                              |
| Etienne Bertrand        |  | PRL              | 16 décembre 1991 - 21 mai 1995                                  |
| André Bondroit          |  | PS               | 31 octobre 1985 - 13 décembre 1987                              |
| Willy Burgeon           |  | PSB puis PS      | 27 mai 1971 - 21 mai 1995                                       |
| Max Buset               |  | POB puis PSB     | 20 décembre 1932 - 28 juin 1959                                 |
| Arsène Caignet          |  | REX              | 23 juin 1936 - 2 avril 1939                                     |
| Louis Cambier           |  | Parti libéral    | 14 juillet 1892 - 8 janvier 1895                                |
| José Canon              |  | PS               | 16 décembre 1991 - 21 mai 1995                                  |
| Ernest Challe           |  | PSC              | 8 mars 1946 - 11 juillet 1951                                   |
| Charles Derbaix         |  | Parti catholique | 4 juin 1935 - 24 mai 1936 puis 3 juillet 1939 - 17 février 1946 |
| Eugène Derbaix          |  | Parti catholique | 3 juillet 1900 - 19 janvier 1905                                |
| Michel Devèze           |  | Parti libéral    | 23 juin 1936 - 17 février 1946                                  |
| Daniel Ducarme          |  | PRL              | 27 novembre 1981 - 24 novembre 1991                             |
| Henri Dujardin          |  | PSC              | 20 juin 1950 - 11 avril 1954                                    |
| Noël Duvivier           |  | PSC              | 27 avril 1954 - 23 mai 1965                                     |
| Eugène Flagey           |  | Parti libéral    | 6 décembre 1921 - 15 avril 1925                                 |
| Willy Frère             |  | PCB              | 18 avril 1961 - 23 mai 1965                                     |
| Charles Gendebien       |  | PSC              | 16 juillet 1951 - 26 mars 1961                                  |
| Léon Gendebien          |  | Parti catholique | 24 janvier 1905 - 3 juin 1935                                   |
| Paul-Henry Gendebien    |  | RW               | 27 mai 1971 - 8 novembre 1981                                   |
| Georges Grimard         |  | POB              | 17 janvier 1899 - 27 mai 1900                                   |
| Elie Hainaut            |  | POB              | 19 décembre 1919 - 20 novembre 1921                             |
| Paul Henrotin           |  | PRL              | 5 janvier 1988 - 21 mai 1991                                    |
| Jules Herbage           |  | PLP              | 10 juin 1965 - 10 mars 1974                                     |
| Fernand Jacquemotte     |  | PCB              | 8 mars 1946 - 4 juin 1950                                       |
| Gaston Juste            |  | PSB              | 4 décembre 1945 - 7 novembre 1971                               |
| Albert Lernoux          |  | PSC              | 28 mars 1974 - 13 octobre 1985                                  |
| Simone Mabille-Leblanc  |  | PLP              | 10 juin 1965 - 7 novembre 1971                                  |
| Yvonne Prince-Deleau    |  | PSB              | 26 novembre 1959 - 23 mai 1965                                  |
| Ernest Petit            |  | POB              | 5 mai 1925 - 15 février 1942                                    |
| Eugène Rousseau         |  | POB              | 10 décembre 1919 - 18 décembre 1919                             |
| Victor Vilain           |  | Parti libéral    | 28 novembre 1918 - 16 novembre 1919                             |
| Aristide Walthéry       |  | POB              | 9 novembre 1898 - 27 mai 1900                                   |
| Georges Warocqué        |  | Parti libéral    | 11 novembre 1886 - 22 mai 1898                                  |
| Raoul Warocqué          |  | Parti libéral    | 3 juillet 1900 - 28 mai 1917                                    |